# Prêmio George Orwell
O Prêmio Orwell é considerado como um preeminente prêmio inglês para política escrita. Todo ano, dois prêmios são distribuídos: um para um livro, e o outro para jornalismo. Em cada um dos casos, o vencedor é o que mais se aproxima da ambição de George Orwell, que seria, “fazer política escrita em arte”.
O Prêmio foi fundado por Sir Bernard Crick , em 1993, usando o dinheiro de sua edição sobre a biografia de Orwell. Outros patrocinadores incluem o de Richard Blair, o filho adotivo de Orwell.
Os Prêmios referentes ao ano de 2008 serão entregues em 23 de abril, do mesmo ano.
A edição de 2008, é considerado uma renovação, a primeira mudança é a premiação para cada vencedor, que triplicou de £1000 para £3000, e um reformulado site sobre o Prêmio Orwell foi lançado.

## Lista dos Vencedores

### Categoria dos Livros
- 1994 Anatol Lieven The Baltic Revolution: Estonia, Latvia, Lithuania and the Path to Independence
- 1995 Fionnuala O'Connor In Search of a State: Catholics in Northern Ireland
- 1996 Fergal Keane Season of Blood: A Rwandan Journey
- 1997 Peter Godwin Mukiwa: A White Boy in Africa
- 1998 Patricia Hollis Jennie Lee: A Life
- 1999 D. M. Thomas Alexander Solzhenitsyn: a Century in His Life
- 2000 Brian Cathcart The Case of Stephen Lawrence
- 2001 Michael Ignatieff Virtual War
- 2002 Miranda Carter Anthony Blunt: His Lives
- 2003 Francis Wheen Hoo-hahs and Passing Frenzies: Collected Journalism 1991-2000
- 2004 Robert Cooper The Breaking of Nations: Order and Chaos in the Twenty First Century
- 2005 Michael Collins The Likes of Us: A Biography of the White Working Class
- 2006 Delia Jarrett-Macauley Moses, Citizen and Me
- 2007 Peter Hennessy Having It So Good: Britain in the 1950s
- 2008 Raja Shehadeh Palestinian Walks: Forays into a Vanishing Landscape
- 2009 Andrew Brown Fishing in Utopia: Sweden and the future that disappeared
- 2010 Andrea Gillies Keeper
- 2011 Tom Bingham The Rule of Law
- 2012 Toby Harnden Dead Men Risen
- 2013 A. T. Williams A Very British Killing: The Death of Baha Mousa
- 2014 Alan Johnson This Boy: A Memoir of a Childhood
- 2015 James Meek Private Island: Why Britain Now Belongs to Someone Else
- 2016 Arkady Ostrovsky The Invention of Russia
- 2017 John Bew Citizen Clem: A Biography of Attlee

### Categoria de Jornalismo
- 1994 Neal Ascherson
- 1995 Paul Foot and Tim Laxton
- 1996 Melanie Phillips
- 1997 Ian Bell
- 1998 Polly Toynbee
- 1999 Robert Fisk
- 2000 David McKittrick
- 2001 David Aaronovitch
- 2002 Yasmin Alibhai-Brown
- 2003 Brian Sewell
- 2004 Vanora Bennett
- 2005 Matthew Parris
- 2006 Timothy Garton Ash
- 2007 Peter Beaumont
- 2008 Johann Hari (prémio revogado em 2011, prémio monetário não devolvido)
- 2009 Patrick Cockburn
- 2010 Peter Hitchens
- 2011 Jenni Russell
- 2012 Amelia Gentleman – The Guardian
- 2013 Andrew Norfolk (The Times) e Tom Bergin (Reuters)
- 2014 Ghaith Abdul-Ahad – The Guardian
- 2015 Martin Chulov – The Guardian
- 2016 Iona Craig – Various & Gideon Rachman – Chief Foreign Affairs Columnist, Financial Times
- 2017 Fintan O'Toole – The Irish Times, The Guardian, The Observer

### Categoria de Blog
- 2009 Richard Horton: "NightJack– An English Detective"
- 2010 Winston Smith (pseudónimo): "Working with the Underclass" [2]
- 2011 Graeme Archer: ConservativeHome
- 2012 Rangers Tax Case